# 비디오 디코더

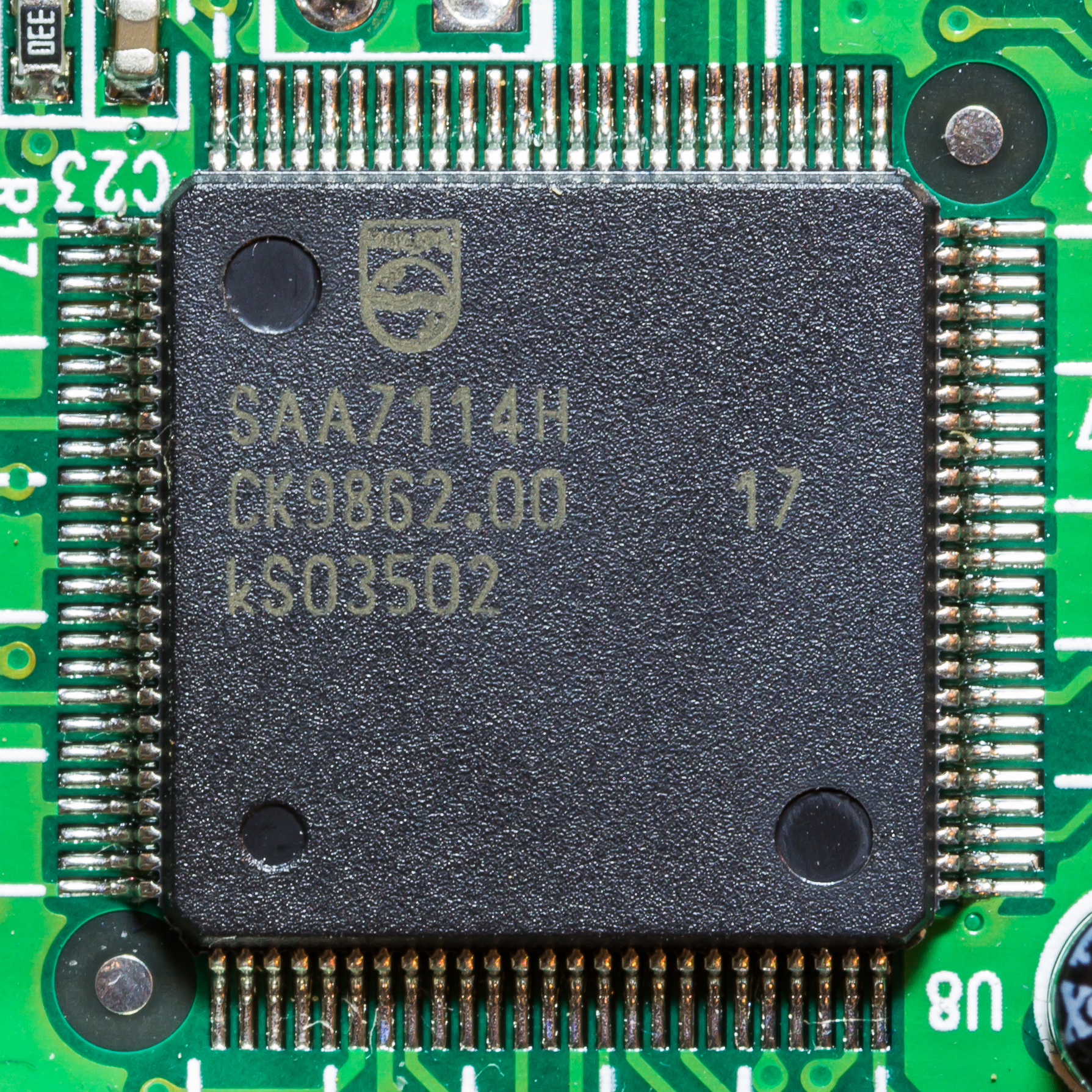
집적 회로 비디오 디코더 (필립스 SAA7114H)

비디오 디코더(video decoder)는 전자 회로의 하나로서, 종종 단일 집적 회로 칩 안에 내장되며 기저대 비디오 신호를 디지털 컴퍼넌트 비디오로 변환한다. 비디오 디코더는 일반적으로 색조, 콘트라스트, 채도와 같은 비디오의 특징에 대한 프로그래밍 가능한 통제를 허용한다.
비디오 디코더는 무압축(raw) 디지털 비디오를 아날로그 비디오로 변환하는 비디오 인코더(video encoder)의 반대 기능을 수행한다. 비디오 디코더는 비디오 캡처 장치와 프레임 그래버에 공통적으로 쓰인다.

## 신호
비디오 디코더의 입력 신호는 표준 포맷을 준수하는 아날로그 비디오이다. 이를테면 SD(standard definition) 디코더는 컴포지트나 S 비디오를 수용하며 NTSC나 PAL과 같은 SD 포맷을 준수한다. 고선명(HD) 디코더는 AHD, HD-TVI, HD-CVI와 같은 아날로그 HD 포맷을 받아들인다.
출력 디지털 비디오는 다양한 방법으로 형식화시킬 수 있는데, 이를테면 8비트나 16비트 4:2:2, 12비트 4:1:1, BT.656(SD) 또는 BT.1120(HD)를 들 수 있다. 보통은 디지털 비디오 출력 버스 외에도 비디오 디코더는 클럭 신호와 다음과 같은 그 밖의 신호들을 만들어낸다:
- 싱크(sync) — 비디오 프레임의 시작점을 가리킨다
- 블랭킹(blanking) — 비디오 블랭킹 주기를 가리킨다
- 필드(field) — 현재의 비디오 필드의 홀/짝 여부를 가리킨다 (인터레이스 포맷에 적용됨)
- 락(lock) — 유효한 아날로그 입력 비디오 신호에 대한 디코더의 감지 및 락(동기화)를 지시한다

## 기능 블록
비디오 디코더의 주된 기능 블록은 보통 다음을 포함한다:
- 아날로그 프로세서
- Y/C (루미넌스/크로미넌스) 분리
- 크로미넌스 프로세서
- 루미넌스 프로세서
- 클럭/타이밍 프로세서
- Y/C를 위한 A/D 변환기
- 출력 포매터
- 호스트 커뮤니케이션 인터페이스